# Jordi Voltas Nadal
Jordi Voltas i Nadal (Barcelona, 2 de gener del 1935 – Sabadell, 24 d'abril del 2025) va ser un dramaturg, escenògraf, director d'escena i director teatral català centrat, sobretot, en el públic infantil i juvenil.

## Família i formació
Va néixer al barri barceloní del Camp de l'Arpa, al districte de Sant Martí, en una família d'ambient musical, catalanista i cristià. Forma part, de fet, d'una nissaga artística: és net del compositor Josep Voltas i Viñas, cofundador de l'Orfeó Martinenc i de La Lira Martinenca, i és fill del també compositor i director musical Joaquim Voltas i Pagès.
Els seus primers anys de vida els va marcar la guerra civil a la rereguarda; l'absència del pare, que era al front, i la presència de l'avi patern, que, ja a la postguerra, li feia classes de música i li facilitava llibres en català. Les seves primeres incursions al teatre les va fer de ben petit a l'Orfeó Martinenc i al col·legi de les monges paüles, on va participar en nombroses representacions amateurs.
Novici claretià, va estudiar Humanitats a Cervera i a Barbastre, Lògica i Filosofia a Solsona i Teologia a Valls, on va rebre l'ordenació sacerdotal el 1960. Graduat en Filosofia i Lletres per la UAB, va exercir de pedagog als anys 60: va impartir Literatura Castellana i Dibuix al col·legi Cor de Maria (els Padres), al districte barceloní de Gràcia, on havia cursat batxillerat, i al col·legi Claret de Sabadell.
A principis dels anys 70, va deixar el sacerdoci i la docència per dedicar-se a la seva autèntica passió, el teatre, i, també, al disseny d'espais no teatrals: d'interiors, de mobles i d'estands. A finals de la dècada, va formar una família amb Maria Teresa Teruel i els seus quatre fills.

## Activitat i obra teatral
A Sabadell, va col·laborar amb la companyia Palestra, va ser director general de l'entitat de teatre amateur sabadellenca Joventut de la Faràndula i es va fer càrrec de l'escenografia de diversos espectacles de l'Associació d'Amics de l'Òpera de Sabadell. També va promoure el teatre entre el públic infantil i juvenil amb la creació de companyies de teatre joves com Amphora, a Barcelona, o el taller de teatre Miguel Hernández, a la ciutat vallesana.
Voltas es definia, bàsicament, com a “home de teatre”. Va dirigir uns 20 espectacles i, en algunes ocasions, en va ser intèrpret. Va crear l'escenografia o el vestuari de prop de 25 muntatges, i va escriure o adaptar al voltant de 35 obres per al teatre; la meitat, infantils, si bé sempre amb un nivell de lectura adult, i, sobretot, en llengua catalana, però també en castellà. Més enllà dels escenaris, va dur el teatre a la televisió i a la ràdio amb guions per a TVE i a RNE. L'SGAE el va reconèixer com a autor pels més de 50 anys a l'entitat, i va formar part de l'associació Agrupació Dramàtica de Barcelona.
Va dirigir diversos espectacles commemoratius de la Diada Nacional de Catalunya a Sabadell entre el 2002 i el 2013. Va formar part del nucli promotor de la pel·lícula La Santa Espina, dirigida per Héctor Romance i estrenada el 2014. La seva última estrena teatral va ser, el 2015, Magda, una òpera catalana, al Teatre Principal de Barcelona, amb llibret propi i música de Ramon Ribé.
Va rebre diversos premis per la seva obra dramàtica. Entre els quals, destaquen el Premi Ciutat de Sabadell (1981), per Oh, la guerra... Quin joc de disbarats!; el Premi Fundació Teatre Principal dels Premis Ciutat d'Olot, amb Estança oberta (1982), o el Premi Joan Santamaria, amb Passió 1984.
Com a escriptor, arts escèniques a banda, va cultivar la poesia i la novel·la des dels anys 40 i 50, i va adaptar i traduir obres alienes; era soci fundador de l'Associació d'Escriptors en Llengua Catalana. Amb el poemari biogràfic La vida a glops, va guanyar el 2n Premi Miquel Arimany. I, amb la seva adaptació per a joves del clàssic Faust, de Goethe, publicada tant en català com en castellà, va guanyar el 7è Premi d'Adaptació Literària Biblioteca Teide.